# Demaratos
Demaratos var kung av Sparta från 515 till 491 f.Kr. av den Eurypontidiska ätten, efterträdare till sin far Ariston av Sparta. Som kung är han mest känd som motståndare till sin medregent, den andre spartanske kungen Kleomenes I.
Demaratos gjorde ett misslyckat försök att förhindra Kleomenes planer att göra Isagoras till tyrann över Aten. 501 f.Kr. var Aegina en av de stater, som gav underkastelsens symboler (jord och vatten) till Persiska riket. Aten vädjade då genast till Sparta om hjälp att straffa denna förrädiska handling och Kleomenes I reste över till ön för att arrestera de ansvariga. Hans första försök misslyckades, på grund av att Demaratos lade sig i och gjorde sitt bästa för att få Kleomenes att falla i onåd på hemorten.
Som hämnd uppmanade Kleomenes Leotychidas (en släkting och personlig fiende till Demaratos) att hävda sin rätt till tronen, med förevändningen att Demaratos inte var Aristons verklige son, utan i själva verket son till Agetos, hans mors förste make. Kleomenes mutade oraklet i Delfi att uttala sig till Leotychidas fördel, varpå han blev kung 491 f.Kr.
Efter avsättningen av Demaratos, besökte Kleomenes ön Aegina en andra gång, åtföljd av sin nya kollega Leotychides, tillfångatog tio ledande medborgare och sände dem till Aten som gisslan.
Vid sin abdikation tvingades Demaratos fly. Han begav sig till den persiske kungen Dareios I:s hov, där han blev tilldelad städerna Pergamon, Teuthrania och Halisarna. Hans ättlingar härskade fortfarande där i början av 300-talet f.Kr.
Han åtföljde Xerxes I vid dennes invasion av Grekland 480 f.Kr. och sägs ha varnat Xerxes från att underskatta spartanerna före slaget vid Thermopyle:
The same goes for the Spartans. One-against-one, they are as good as anyone in the world. But when they fight in a body, they are the best of all. For though they are free men, they are not entirely free. They accept Law as their master. And they respect this master more than your subjects respect you. Whatever he commands, they do. And his command never changes: It forbids them to flee in battle, whatever the number of their foes. He requires them to stand firm -- to conquer or die. O king, if I seem to speak foolishly, I am content from this time forward to remain silent. I only spoke now because you commanded me to. I do hope that everything turns out according to your wishes. — Herodotos vii (trans. G. Rawlinson)
Detsamma gäller spartanerna. En mot en är de lika bra som någon annan i världen. Men när de kämpar tillsammans är de bäst av alla. För trots att de är fria män är de inte helt fria. De accepterar lagen som sin herre. Och de respekterar denne herre mer än edra undersåtar respekterar eder. Vad han än kräver gör de det. Och hans krav förändras aldrig: De förbjuder dem att fly slagfältet, oavsett hur många deras motståndare är. Han kräver av dem att de skall stå fasta -- för att segra eller dö. O konung, om jag verkar tala dåraktigt, är jag nöjd att från denna tid och framåt förbli tyst. Jag talade endast nu, eftersom ni befallde mig att göra så. Jag hoppas att allt går enligt edra önskningar. — Herodotos vii (övers. G. Rawlinson) (fritt översatt från engelska wikin)